# Zwet.be
Zwet.be is een Belgisch bier.
Het bier wordt gebrouwen in De Proefbrouwerij te Lochristi in opdracht van Geuzestekerij 3 Fonteinen te Beersel.
Zwet.be is een porter met een alcoholpercentage van 7%. Het is een zeer donker, zwart bier; vandaar de naam “Zwet” (dialect voor zwart). Het is een bier van gemengde gisting, waarbij enerzijds cultuurgist aanwezig is en anderzijds wilde gist (Brettanomyces), typisch voor de lambiek.